# Obrva
Obrva (Servisch cyrillisch Обрва) is een plaats in de Servische gemeente Kraljevo. De plaats telt 720 inwoners (2002).